# 22961 Rosegarcia
22961 Rosegarcia è un asteroide della fascia principale. Scoperto nel 1999, presenta un'orbita caratterizzata da un semiasse maggiore pari a 2,356527 UA e da un'eccentricità di 0,140630, inclinata di 3,128313° rispetto all'eclittica.